# 9306 Pittosporum
A 9306 Pittosporum (ideiglenes jelöléssel 1987 CG) a Naprendszer kisbolygóövében található aszteroida. Eric Walter Elst fedezte fel 1987. február 2-án.